# Parkstead House
Parkstead House, autrefois connue sous le nom de Bessborough House puis Manresa House, est une villa palladienne néo-classique construite à Roehampton, à l’ouest de Londres, dans les années 1760.  Noviciat anglais de l’Ordre jésuite de 1861 à 1962 le manoir passa entre les mains du 'London County Council'. Depuis 2001 le Whitelands college y est installé.  

## Histoire

### Bessborough House
Le manoir est construit par le  2e comte de Bessborough, un pair anglo-irlandais. Les travaux commencent aux environs de 1760 sous la direction de l’architecte William Chambers, qui a également conçu Somerset House à Londres, et sont achevés vers 1768.  En 1821 le 3e comte de Bessborough loue la propriété au politicien Abraham W. Robarts (1779-1858) qui y fixa sa résidence.  À la mort de ce dernier le 5e comte de Bessborough vent la propriété aux pères Jésuites. 

### Manresa House
En 1861 le domaine (42 acres) et son manoir sont acquis par la branche anglaise de la Compagnie de Jésus qui y ouvre son noviciat et une maison pour des retraites spirituelles de type ignacien. Le poète jésuite Gerard Manley Hopkins y fut novice de 1868 à 1870. Le centre fut renommé ‘Manresa House’, rappelant le souvenir de la ville d’Espagne (Manrèse) où Ignace de Loyola se retira (en 1522) pour y faire ses premières expériences d‘Exercices spirituels’. 

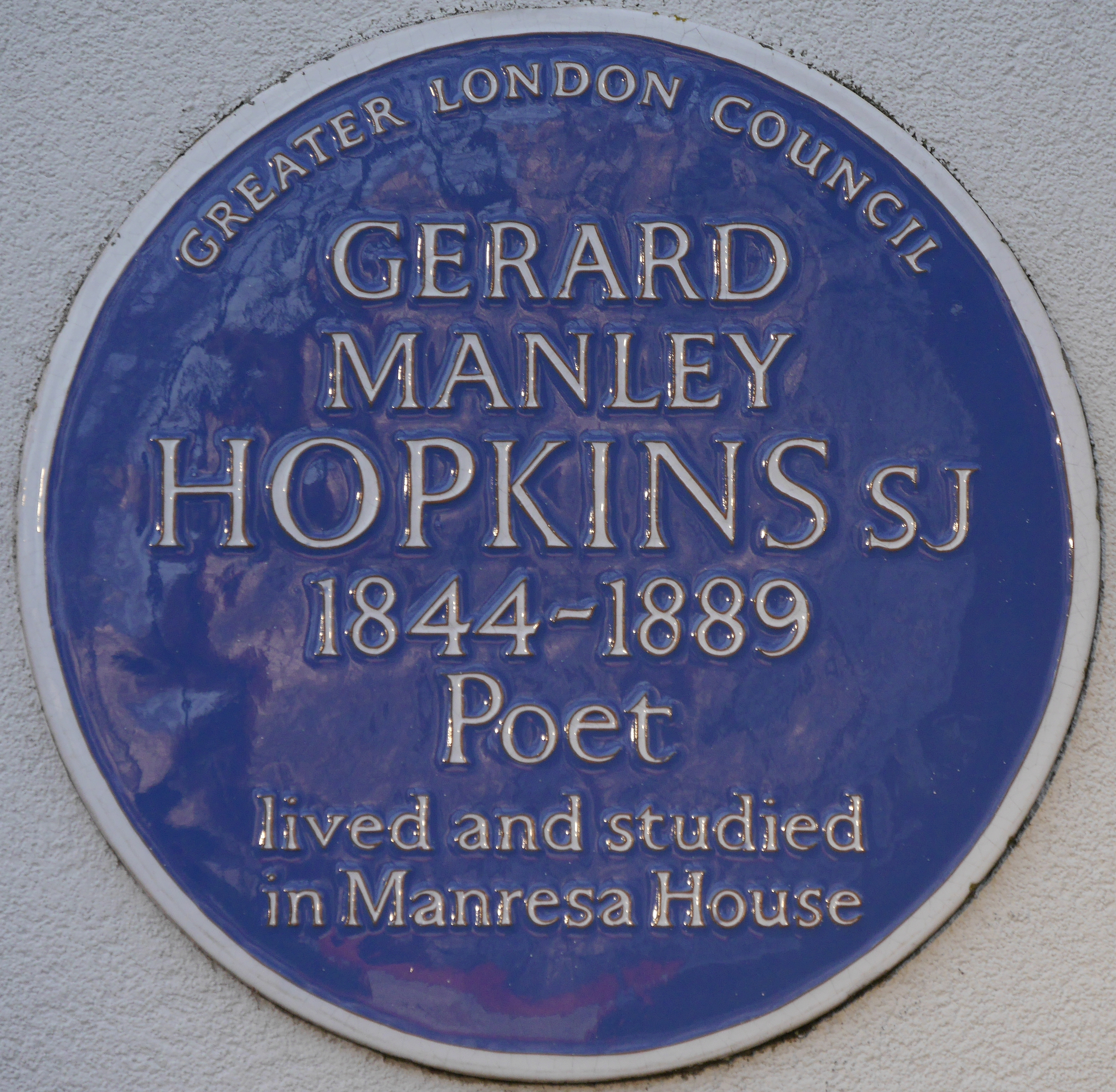
Plaque bleue pour Gerard Manley Hopkins

Dès leur arrivée les jésuites mirent en chantier une chapelle. Joseph J. Scoles (1798-1863) en fut l’architecte. Elle fut achevée en 1864 par son disciple et successeur S.I.Nicholl. D’autres bâtiments, conçus par l’architecte Henry Clutton, furent ajoutés dans les années 1870 et 1880. 
Dans le parc fut également ouvert en 1867 un cimetière privé où furent enterrés les Jésuites de Londres. On y trouve entre autres la tombe de Mgr Alban Goodier, archevêque de Bombay de 1919 à 1926.
Dans les années qui suivirent les prêtres jésuites de Manresa House s’engagèrent dans le service pastoral de la région au sud de la Tamise qui ne faisait pas encore partir du ‘Grand Londres’. Ainsi plusieurs églises catholiques furent construites : à Wimbledon Park en 1877 (Christ the King Church), à  Roehampton en 1881 (St Joseph Church), à Wimbledon en 1884 (Sacred Heart Church), à Brixton en 1886 ( Corpus Christi Church) et à South Wimbledon en 1904 (St Winefride Church).
Dans les années 1950 une partie du parc fut expropriée par le ‘London County council’ pour y construire des immeubles à appartement. En 1955, le bâtiment fut classé au grade I par Historic England. Estimant que l’endroit n’était plus propice à la formation religieuse de novices les Jésuites quittèrent Manresa House en 1962.
Pendant quelques années (de 1966 à 1979) les bâtiments abritèrent le 'Battersea College of Domestic Science’.

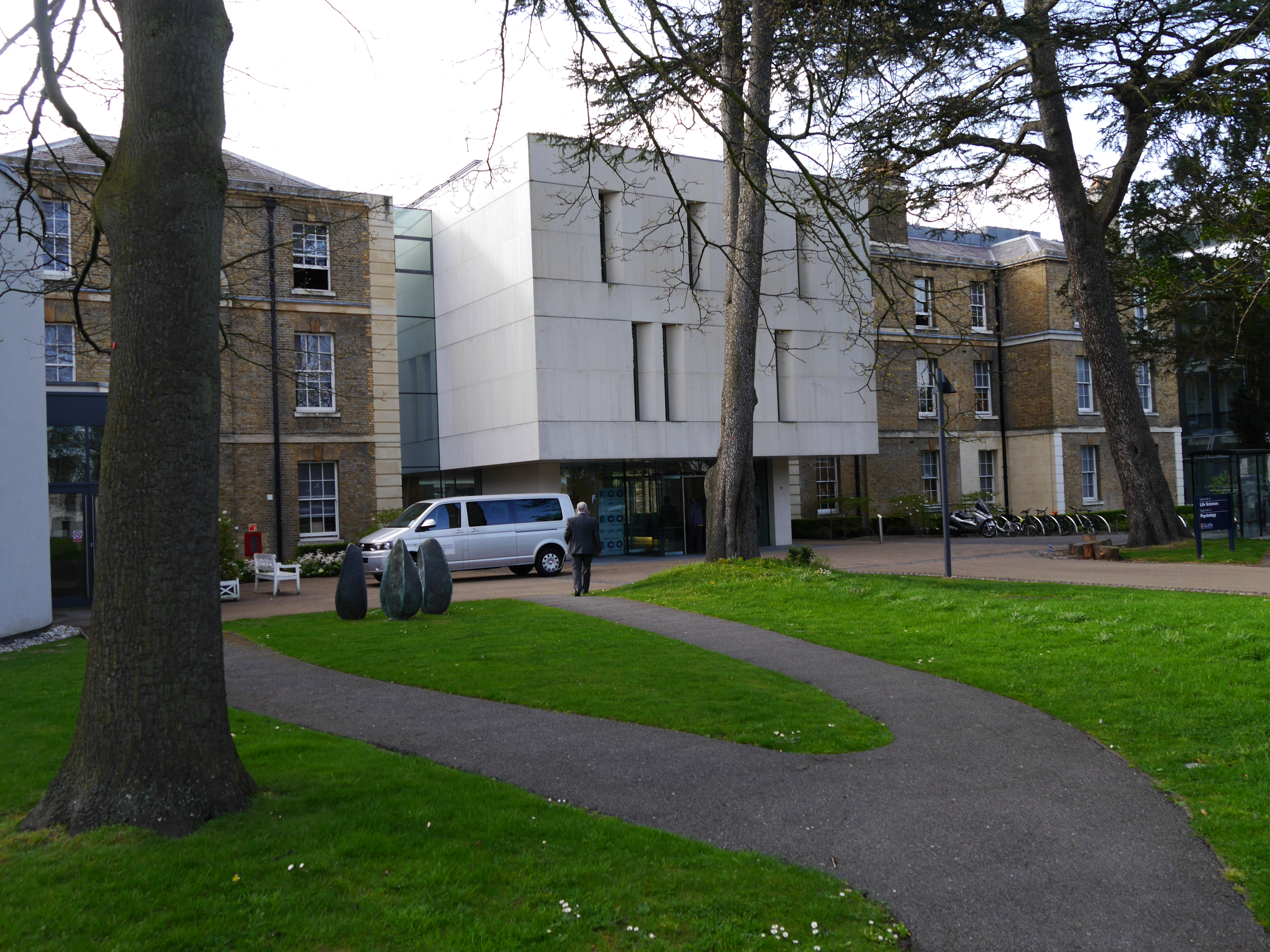
Le hall d'entrée

### Whitelands College
Manresa house fut acquis comme nouveau siège du Whitelands College en 2001, qui renomma le domaine ‘Whitelands College’, tout en reprenant le nom de Parkstead House pour le manoir d’origine. Il fait maintenant partie de l'Université de Roehampton. 
Il est situé sur Holybourne Avenue, près de Roehampton Lane, à côté du parcours de golf de Richmond Park dans le quartier londonien de Wandsworth. 
Sous la direction de English Heritage, le collège ajouta de nouveaux bâtiments pour intégrer des amphithéâtres, des laboratoires, des salles de classe et des installations pour étudiants.